# Klaus-Jürgen Bremm
Klaus-Jürgen Bremm (* 30. Mai 1958 in Duisburg) ist ein deutscher Militärhistoriker und Publizist sowie Offizier (Oberstleutnant d. R.).

## Leben
Bremm trat nach dem Abitur 1977 in Prüm als Offizieranwärter des Heeres in die Bundeswehr ein. Von 1978 bis 1982 studierte er Betriebswirtschaftslehre an der Helmut-Schmidt-Universität der Bundeswehr in Hamburg und schloss als Diplom-Kaufmann ab. Parallel dazu studierte er Geschichte an der Universität Hamburg. Danach diente er als Truppenoffizier in der Panzertruppe, zuletzt als Kompaniechef in der Panzerbrigade 34 Koblenz. 1989 schied er als Hauptmann aus, nach mehreren Wehrübungen erreichte er den Dienstgrad Oberstleutnant der Reserve.
Danach war er als Unternehmensberater in Hamburg tätig. Seit 1996 ist er freiberuflicher Publizist (u. a. Frankfurter Allgemeine Zeitung und Fachzeitschriften) und Dozent. 2003 wurde er bei Jürgen Angelow an der Universität Potsdam mit der geschichtswissenschaftlichen Dissertation Von der Chaussee zur Schiene. Militärstrategie und Eisenbahnen in Preußen von 1833 bis zum Feldzug von 1866 zum Dr. phil. promoviert, wofür er 2004 mit dem Werner-Hahlweg-Preis für Militärgeschichte und Wehrwissenschaften (2. Preis) ausgezeichnet wurde. Von 2004 bis 2010 war er Lehrbeauftragter für Neueste Geschichte mit Schwerpunkt Militärgeschichte an der Universität Osnabrück. Er ist seit 2011 Mitarbeiter der Zeitschrift RWM-Depesche.
Er veröffentlicht vor allem in den Bereichen Technik- und Militärgeschichte, aber auch anderen Gebieten der Geschichte. So lobte Bodo Morshäuser in einer Besprechung im Deutschlandradio Kultur Bremms Buch Propaganda im Ersten Weltkrieg, in dem Bremm die Kriegspropaganda Deutschlands mit der der Alliierten vergleicht. Sein Buch Die Waffen-SS. Hitlers überschätzte Prätorianer wurde von Ralf Raths nicht empfohlen, da es inhaltlich unzureichend sei und das Thema der möglichen Überschätzung in dem Buch nicht geklärt wird.

## Schriften (Auswahl)
- Im Schatten des Desasters. Zwölf Entscheidungsschlachten in der Geschichte Europas. Books on Demand, Norderstedt 2003, ISBN 3-8334-0458-2.
- Von der Chaussee zur Schiene. Militärstrategie und Eisenbahnen in Preußen von 1833 bis zum Feldzug von 1866 (= Militärgeschichtliche Studien. Bd. 40). Oldenbourg, München 2005, ISBN 3-486-57590-2.
- hrsg. mit Hans-Hubertus Mack, Martin Rink: Entschieden für Frieden. 50 Jahre Bundeswehr. 1955 bis 2005. Im Auftrag des Militärgeschichtlichen Forschungsamtes, Rombach, Freiburg im Breisgau 2005, ISBN 3-7930-9438-3.
- Armeen unter Dampf. Die Eisenbahnen in der europäischen Kriegsgeschichte 1871–1918. DGEG Medien, Hövelhof 2013, ISBN 978-3-937189-75-8.
- Propaganda im Ersten Weltkrieg. Theiss, Stuttgart 2013, ISBN 978-3-8062-2754-3.
- Das Zeitalter der Industrialisierung. Theiss, Darmstadt 2014, ISBN 978-3-8062-2715-4.
- Die Schlacht. Waterloo 1815. Theiss, Darmstadt 2015, ISBN 978-3-8062-3041-3.
- 1866. Bismarcks Krieg gegen die Habsburger. Theiss, Darmstadt 2016, ISBN 978-3-8062-3287-5.
- Preußen bewegt die Welt. Der Siebenjährige Krieg. Theiss, Darmstadt 2017, ISBN 978-3-8062-3577-7.
- Die Waffen-SS. Hitlers überschätzte Prätorianer. Theiss, Darmstadt 2018, ISBN 978-3-8062-3793-1.[3]
- 70/71. Preußens Triumph über Frankreich und die Folgen. WBG/Theiss, Darmstadt 2019, ISBN 978-3-8062-4019-1.
- Kunersdorf 1759. Vom militärischen Desaster zum moralischen Triumph. Ferdinand Schöningh, Paderborn 2021, ISBN 978-3-5067-0703-1.
- Die Türken vor Wien. Zwei Weltmächte im Ringen um Europa. WBG/Theiss, Darmstadt 2021, ISBN 978-3-8062-4132-7.
- Normandie 1944. Die Entscheidungsschlacht um Europa. WBG/Theiss, Darmstadt 2022, ISBN 978-3-8062-4488-5.
- Die größten Schlachten der Geschichte. Entscheidungen in Europa von Salamis bis zu den Ardennen. WBG/Theiss, Darmstadt 2023, ISBN 978-3-8062-4582-0.
- 1864. Bismarcks erster Krieg. Klett-Cotta, Stuttgart 2025, ISBN 978-3-608-98841-3.
- Amerikas unwahrscheinlicher Sieg. Der Unabhängigkeitskrieg 1775 bis 1783. WBG Theiss im Verlag Herder, Freiburg 2025. ISBN 978-3-534-61072-3.